# Зервешти (Караш-Северин)
Зервешти (рум. Zervești) насеље је у Румунији у округу Караш-Северин у општини Турну Руени. Oпштина се налази на надморској висини од 255 m.

## Прошлост
По "Румунској енциклопедији" место се први пут помиње 1591. године.
Аустријски царски ревизор Ерлер је 1774. године констатовао да место припада Тамишком округу, Карансебешког дистрикта. Село има милитарски статус а становништво је било претежно влашко.

## Становништво
Према подацима из 2002. године у насељу је живело 575 становника, од којих су сви румунске националности.